# Valea Glodului (okręg Marusza)
Valea Glodului – wieś w Rumunii, w okręgu Marusza, w gminie Valea Largă. W 2011 roku liczyła 154 mieszkańców.